# Центр управления непрофильными активами атомной отрасли
АО Центр управле́ния непро́фильными акти́вами а́томной о́трасли (сокращённое название — АО «ЦентрАтом») — компания, учреждённая ОАО «Атомэнергопром» 19 августа 2009 года с целью повышения эффективности управления предприятиями атомной отрасли и создания внебюджетных источников финансирования деятельности госкорпорации «Росатом» до 2015 года. С момента своего основания ЦентрАтом является её 100-процентным дочерним обществом.
В госкорпорации «Росатом» деятельность открытого акционерного общества «ЦентрАтом» как подведомственного предприятия курируется первым заместителем генерального директора по корпоративным функциям — главным финансовым директором. Непосредственно координацию деятельности курируемой организации осуществляет отдел реструктуризации непрофильного имущества «Росатома».
Целью создания организации были увеличение экономической отдачи от непрофильного имущества Государственной корпорации по атомной энергии «Росатом», оптимизация структуры собственности, а также повышение ликвидности активов предприятий атомной отрасли через управление непрофильными активами в структуре корпорации и их реализацию. В оплату уставного капитала АО «ЦентрАтом» согласно решению Совета директоров единственного акционера АО «ЦентрАтом» (ОАО «Атомэнергопром») было внесено 100 % акций дочерних обществ ОАО «Атомэнергопром»: ОАО «Атомспецкомсервис», ОАО «Жилкомсервис», гостиничный комплекс «Байкал», ОАО "Центр отдыха и спорта «ОЛенКур», ОАО «Центр информационной и выставочной деятельности атомной отрасли» и ОАО «Медиа центр атомной отрасли». Таким образом, уставный капитал компании составил 2,267 миллиарда рублей (2267000000 обыкновенных акций номиналом 1 рубль каждая). При этом в уставе было прописано, что ОАО «ЦентрАтом» вправе разместить дополнительно 900 миллиардов акций (решение об увеличении уставного капитала принимается общим собранием акционеров).
24 февраля 2010 года было подписано решение единственного акционера АО «ЦентрАтом» — ОАО «Атомэнергопром» об увеличении дополнительного выпуска ценных бумаг АО «ЦентрАтом». В соответствии с ним, уставный капитал АО «ЦентрАтом» должен был увеличиться на 100 миллиардов рублей (выпуск 100 млрд акций номиналом 1 рубль каждая); в начале марта 2010 года заочно состоялось заседание Совета директоров АО «ЦентрАтом» по вопросу утверждения данного решения.
16 июня 2011 года Федеральная служба по финансовым рынкам (ФСФР России) приостановила дополнительную эмиссию акций АО «Центр управления непрофильными активами атомной отрасли» с государственным регистрационным номером выпуска 1-01-13836-А-001D от 20 мая 2010 года (выпуск 100 млрд акций номиналом 1 рубль каждая).
Однако годом позднее, 7 июня 2012 года Федеральная служба по финансовым рынкам (ФСФР России) зарегистрировала дополнительную эмиссию акций АО «Центр управления непрофильными активами атомной отрасли» на сумму 25 миллиардов рублей (выпуск 25000000000 обыкновенных именных акций номиналом 1 рубль каждая) и присвоила ей государственный регистрационный номер выпуска 1-01-13836-А-002D.